# Bamse
Bamse (världens starkaste björn) es una caricatura sueca creado por Rune Andréasson. Se publicó por primera vez en 1966 y desde 1973 ha tenido su propia publicación. También hay películas y libros que tratan de Bamse.
El protagonista del cómic es un oso pardo que se llama Bamse. Cuando se come un tipo de miel que se llama dunderhonung (“la miel de estruendo”) que le prepara su abuela, se convierte en el oso más fuerte del mundo. Otros personajes importantes incluyen el conejo tímido Lille Skutt y la tortuga ingeniosa Skalman.

## Historia
Antes de inventar Bamse, Andréasson tenía mucha experiencia de escribir cómics sobre osos. Especialmente un cómic - Teddy – se parecía mucho a Bamse con respeto a los personajes.  Teddy también era oso más fuerte del mundo pero no necesitaba la miel especial para ser fuerte. Por eso, Andréasson tenía dificultades en inventar aventuras emocionantes; la fuerza de Teddy eliminaba toda la tensión del cómic. Diseñó Bamse, un oso muy similar a Teddy, para hacer los cómics más emocionantes.
La primera aparición de Bamse fue en una serie de televisión en blanco y negro que se estrenó el 29 de octubre de 1966. Una semana después, el primer cómic fue publicado en la revista Allers. Bamse formó una parte de la revista cada semana hasta el año 1970.
En 1972 Bamse volvió a la televisión. Se grabó una nueva serie de televisión de siete episodios, esta vez en color, que se transmitió el invierno de 1972-1973. Desde enero de 1973, Bamse también ha tenido su propia publicación y desde entonces ha sido publicado más de 530 veces.

## Caracteres principales
Bamse, el protagonista, es un oso pardo que siempre trata de ayudar a los que más lo necesitan. Se le conoce como el oso más amable del mundo y sólo usa la violencia cuando es absolutamente necesaria. Bamse está casado con Brummelisa y tienen cuatro hijos.
Lille Skutt es un conejo muy tímido e inseguro. Vive con su esposa Nina Kanin en un muñón y trabaja como cartero debido a su rapidez. A pesar de su gran miedo de los peligros, nunca duda en tomar riesgos necesarios para ayudar a sus amigos.
Skalman es una tortuga inventiva que lo lleva todo en su carey menos locomotoras, naves espaciales y buques de vapor. Es el mejor amigo de Bamse y Lille Skutt y siempre les acompaña en sus aventuras. Skalman tiene un reloj para dormir y comer que le cuenta exactamente cuándo comer y dormir, y lo sigue ciegamente sin hacerles ningún caso a las circunstancias.
Vargen (el Lobo) era el antagonista principal durante los primeros años del cómic. Inicialmente era el campeón mundial de la maldad pero la amabilidad de Bamse lo cambió y hoy en día, Vargen normalmente les cae muy bien a todos los demás.

## Moral y políticas
El cómic siempre ha tenido un propósito educativo. Los valores de Bamse incluyen un repudio fuerte hacia la violencia, que se demuestra en una de sus frases favoritas: “La violencia nunca ha hecho amable a nadie”. Vargen, el primer antagonista del cómic, se hace amigo de Bamse solo por ser tratado con amabilidad. Los protagonistas se oponen fuertemente al racismo y al acoso.
Cada publicación tiene siempre unas “páginas escolares” que tratan de educarle al lector de algún fenómeno de este mundo, por ejemplo un animal, un país o una fiesta. También hay revistas separadas que se fijan sólo en enseñar los números, el reloj o el alfabeto.
Bamse ha sido criticado por tener una política de izquierda.   El único antagonista permanente del cómic, Krösus Sork, es un capitalista tacaño que parece un símbolo de la codicia de las empresas multinacionales. Andréasson, el autor, escribía en 1983 en una de las páginas escolares de la publicación sobre la revolución comunista de China en palabras muy positivas y fue criticado por ni siquiera mencionar la violencia que sucedió durante la misma revolución.

## Productos relacionados
Rune Andréasson no quería que Bamse fuera una herramienta comercial. A pesar de eso, hay varios productos que han usado Bamse para promocionarse. Ejemplos de estos productos son:
- Una serie de productos de higiene para niños. La serie incluye una pasta de dientes, un champú, una loción y una marca de parches.
- Bamse, un juego de GameBoy de los años noventa.
- Una colección de ropa infantil de la marca Lindex.
- Bamse en Egipto, un juego de ordenador de 2007.
- El mundo de Bamse, un parque temático en zoo Kolmården en Suecia.